# 35.ª edición de los Premios Grammy
La 35.ª edición de los Premios Grammy se celebró el 24 de febrero de 1993 en el Shrine Auditorium de Los Ángeles, en reconocimiento a los logros discográficos alcanzados por los artistas musicales durante el año anterior. El evento fue presentado por Garry Shandling y fue televisado en directo en Estados Unidos por CBS. Eric Clapton fue el gran ganador obteniendo un total de seis galardones.

## Ganadores

### Generales
- Grabación del año
  - Russ Titelman (productor) & Eric Clapton por "Tears in Heaven"
- Álbum del año
  - Russ Titelman (productor) & Eric Clapton por Unplugged
- Canción del año
  - Eric Clapton & Will Jennings (compositores) por "Tears in Heaven"
- Mejor artista novel
  - Arrested Development

### Alternativa
- Mejor álbum de música alternativa
  - Tom Waits por Bone Machine

### Blues
- Mejor álbum de blues tradicional
  - Dr. John por Goin' Back to New Orleans
- Mejor álbum de blues contemporáneo
  - Stevie Ray Vaughan & Double Trouble por The Sky Is Crying

### Clásica
- Mejor interpretación orquestal
  - Horst Dittberner (productor), Leonard Bernstein (director) & Berlin Philharmonic Orchestra por Mahler: Sinfonía n.º 9
- Mejor interpretación solista vocal clásica
  - Kathleen Battle & Margo Garrett por Kathleen Battle at Carnegie Hall (Handel, Mozart, Liszt, Strauss, etc.)
- Mejor grabación de ópera
  - Christopher Raeburn, Stephen Trainor, Morten Winding (productores), Georg Solti (director), Hildegard Behrens, José van Dam, Plácido Domingo, Sumi Jo, Reinhild Runkel, Julia Varady & Vienna Philharmonic Orchestra por R. Strauss: Die Frau ohne Schatten
- Mejor interpretación coral (que no sea ópera)
  - Herbert Blomstedt (director), Vance George (director de coro), San Francisco Symphony Orchestra, San Francisco Symphony Boys Choir & San Francisco Symphony Girls Choir por Orff: Carmina Burana
- Mejor interpretación clásica, solista instrumental (con orquesta)
  - Lorin Maazel (director), Yo-Yo Ma & Pittsburgh Symphony Orchestra por Prokofiev: Sinfonía concertante / Chaikovski: Variaciones sobre un tema rococó'
- Mejor interpretación clásica, solista instrumental (sin orquesta)
  - Vladimir Horowitz por Horowitz - Discovered Treasures (Chopin, Liszt, Scarlatti, Skriabin, Clementi)
- Mejor interpretación de música de cámara
  - Emanuel Ax & Yo-Yo Ma por Brahms: Sonatas para violonchelo y piano
- Mejor composición clásica contemporánea
  - Samuel Barber (compositor), Andrew Schnenck (director) & Chicago Symphony Orchestra por Barber: The Lovers
- Mejor álbum de música clásica
  - Horst Dittberner (productor), Leonard Bernstein (director) & Berlin Philharmonic Orchestra por Mahler: Sinfonía n.º 9'

### Comedia
- Mejor álbum de comedia
  - Peter Schickele por P.D.Q. Bach: Music for an Awful Lot of Winds & Percussion

### Composición y arreglos
- Mejor composición instrumental
  - Benny Carter (compositor) por Harlem Renaissance Suite
- Mejor canción escrita específicamente para una película o televisión
  - Howard Ashman & Alan Menken (compositores); Peabo Bryson & Céline Dion (intérpretes) por "Beauty and the Beast" (de Beauty and the Beast)
- Mejor álbum de banda sonora original instrumental escrita para una película o televisión
  - Alan Menken (compositor); varios intérpretes por Beauty and the Beast
- Mejor arreglo instrumental
  - Rob McConnell (arreglista); Rob McConnell & The Boss Brass (intérpretes) por Strike Up the Band
- Mejor arreglo instrumental acompañado de vocalista
  - Johnny Mandel (arreglista); Shirley Horn (intérprete) por Here's to Life

### Country
- Mejor interpretación vocal country, femenina
  - Mary Chapin Carpenter por I Feel Lucky
- Mejor interpretación vocal country, masculina
  - Vince Gill por I Still Believe in You
- Mejor interpretación country, dúo o grupo
  - Emmylou Harris & The Nash Ramblers por Emmylou Harris & the Nash Ramblers at the Ryman
- Mejor colaboración vocal country
  - Marty Stuart & Travis Tritt por The Whiskey Ain't Workin'
- Mejor interpretación instrumental country
  - Chet Atkins & Jerry Reed por Sneakin' Around
- Mejor canción country
  - Vince Gill & John Barlow Jarvis (compositores);  Vince Gill (intérprete) por I Still Believe in You
- Mejor álbum de bluegrass
  - Alison Krauss & The Union Station por Every Time You Say Goodbye

### Espectáculo musical
- Mejor álbum de espectáculo con reparto original
  - Jay David Saks (productor) & el reparto de Broadway por Guys and Dolls - The New Broadway Cast Recording

### Folk
- Mejor álbum de folk tradicional
  - The Chieftains por An Irish Evening - Live at the Grand Opera House, Belfast
- Mejor álbum de folk contemporáneo
  - The Chieftains por Another Country

### Gospel
- Mejor álbum gospel pop
  - Steven Curtis Chapman por The Great Adventure
- Mejor álbum gospel rock contemporáneo
  - Petra por Unseen Power
- Mejor álbum gospel soul tradicional
  - Shirley Caesar por He's Working It Out For You
- Mejor álbum gospel soul contemporáneo
  - Mervyn E. Warren (productor); varios intérpretes por Handel's Messiah - A Soulful Celebration
- Mejor álbum gospel sureño
  - Bruce Carroll por Sometimes Miracles Hide
- Mejor álbum gospel, coro o coros
  - The Mississippi Mass Choir por No Peace
  - Edwin Hawkins (director de coros); Music & Arts Seminar Mass Choir (intérpretes) por Edwin Hawkins Music & Arts Seminar Mass Choir - Recorded Live in Los Angeles

### Hablado
- Mejor álbum hablado
  - Earvin "Magic" Johnson & Robert O'Keefe por What You Can Do to Avoid AIDS

### Histórico
- Mejor álbum histórico
  - Michael Cuscuna (productor) por The Complete Capitol Recordings of The Nat "King" Cole Trio

### Infantil
- Mejor álbum para niños
  - Alan Menken & Howard Ashman (compositor); varios intérpretes por Beauty and the Beast - Original Motion Picture Soundtrack

### Jazz
- Mejor interpretación jazz instrumental, solista
  - Joe Henderson por Lush Life
- Mejor interpretación jazz instrumental, grupo
  - Branford Marsalis por I Heard You Twice the First Time
- Mejor interpretación jazz instrumental, conjunto grande
  - McCoy Tyner por The Turning Point
- Mejor interpretación jazz vocal
  - Bobby McFerrin por 'Round Midnight
- Mejor interpretación jazz contemporáneo
  - Pat Metheny por Secret Story

### Latina
- Mejor álbum de pop latino
  - Jon Secada por Otro día más sin verte
- Mejor álbum latino tropical tradicional
  - Linda Ronstadt por Frenesí
- Mejor interpretación mexicano-americana
  - Linda Ronstadt por Más canciones

### New age
- Mejor interpretación new age
  - Enya por Shepherd Moons